# Xã New London, Quận Huron, Ohio
Xã New London (tiếng Anh: New London Township) là một xã thuộc quận Huron, tiểu bang Ohio, Hoa Kỳ. Năm 2010, dân số của xã này là 3.268 người.